# Dimercaprol
Dimercaprol oder Dimercaptopropanol ist ein vom Glycerin abgeleiteter Stoff, der sowohl zu den Alkoholen als auch zu deren Schwefelanaloga, den Thiolen zählt. Es dient als Antidot bei Vergiftungen mit verschiedenen Schwermetallen.

## Geschichte und Verwendung
Dimercaprol wurde im Zweiten Weltkrieg von britischen Biochemikern der Universität Oxford als Gegengift zum Kampfstoff Lewisit entwickelt. Dies führte zu der Bezeichnung British Anti-Lewisite (kurz BAL). In Deutschland war BAL als Sulfactin im Handel.
Dimercaprol war als Arzneistoff bei Vergiftungen mit Arsen-, Quecksilber-, Blei- und Goldsalzen angezeigt, ist jedoch durch DMPS ersetzt worden, welches bei gleicher Effektivität besser verträglich ist. Über die Behandlung von Vergiftungen mit Antimon, Bismut, Chrom, Kupfer und Nickel liegen nur wenige Erfahrungen vor; nicht geeignet ist die Substanz zur Behandlung von Vergiftungen mit Cadmium-, Eisen- und Selensalzen, da die entstehenden Komplexverbindungen noch giftiger sind als die Metallionen selbst. Die Behandlung des Morbus Wilson mit Dimercaprol ist obsolet.
Dimercaprol wird als ölige Lösung auf Basis von Erdnussöl alle 4–6 Stunden intramuskulär injiziert. Daher ist es bei Erdnussallergie kontraindiziert.
Unerwünschte Wirkungen treten ab 4 mg/kg Körpergewicht bei 14 % der Patienten auf, ab 5 mg/kg Körpergewicht bei 65 %. Neben Schmerzen an der Injektionsstelle können dort eitrige Abszesse auftreten. Hohes Fieber bis 40 °C kann besonders bei Kindern entstehen. Etwa 10 – 30 Minuten nach einer Injektion kann es zum Gefühl einer Brustenge ohne kardiologische Symptome kommen, verbunden mit Angstzuständen, Bluthochdruck und Herzrasen, das binnen einer Stunde abklingt.
Moderne Dimercaptogruppen-basierte Komplexbildner der zweiten Generation sind Dimercaptopropansulfonsäure (DMPS) und Dimercaptobernsteinsäure (DMSA).

## Herstellung
Die Addition von Brom an die Kohlenstoff-Kohlenstoff-Doppelbindung von Allylalkohol liefert racemisches 2,3-Dibrom-1-propanol. Bei dessen Umsetzung mit Natriumhydrogensulfid werden die beiden Bromatome durch Mercapto-Reste substituiert und es entsteht Dimercaprol.

## Eigenschaften und Wirkung
Dimercaprol ist eine gelbliche Flüssigkeit mit charakteristischem Geruch nach Mercaptan. Sie löst sich mäßig gut in Wasser und ist brennbar, wegen ihres hohen  Flammpunkts von 112 °C jedoch schwer entzündbar.
Die Antidotwirkung von Dimercaprol beruht auf der Reaktivierung von durch Schwermetalle blockierten Thiolgruppen in Proteinen (v. a. Enzymen) durch Chelatbildung mit den Metallionen über die Thiol-Gruppen des Dimercaprols.

## Isomerie
Dimercaprol besitzt ein Stereozentrum, ist also chiral. Es existiert ein (R)-Isomer und ein (S)-Isomer. Dimercaprol wird als Racemat [1:1-Gemisch des (R)-Isomers und des (S)-Isomers] eingesetzt. Die Chiralität ist für die Verwendung als Schwermetallantidot unbedeutend.